# Chelonus antennalis
Chelonus antennalis är en stekelart som beskrevs av Thomson 1874. Chelonus antennalis ingår i släktet Chelonus och familjen bracksteklar. Arten är reproducerande i Sverige. Inga underarter finns listade i Catalogue of Life.